# Божелко, Олег Александрович
Олег Александрович Божелко (бел. Алег Аляксандравіч Бажэлка; 27 октября 1954, дер. Янушова Мядельский район Молодечненская область, Белорусская ССР (ныне Минская область, Беларусь) — белорусский юрист, Генеральный прокурор Республики Беларусь (1996—2000). Государственный советник юстиции 3-го класса.

## Биография
Из крестьян. В 1978 году окончил юридический факультет Белорусского государственного университета. Работал на различных должностях в органах прокуратуры Могилёвской области. С 1987 по 1991 год находился на партийной работе. С 24 июля 1996 года — прокурор Могилёвской области. С 12 декабря 1996 по 27 ноября 2000 года — Генеральный прокурор Республики Беларусь .
Был представителем Беларуси в Комиссии ООН по предупреждению преступности и уголовному правосудию.
Уволен президентом А. Лукашенко из Генеральной прокуратуры в 2000 году после того, как следователи прокуратуры арестовали Дмитрия Павличенко и выдали ордер на арест Виктора Шеймана по подозрению в похищении человека и убийстве.